# Karawanserei

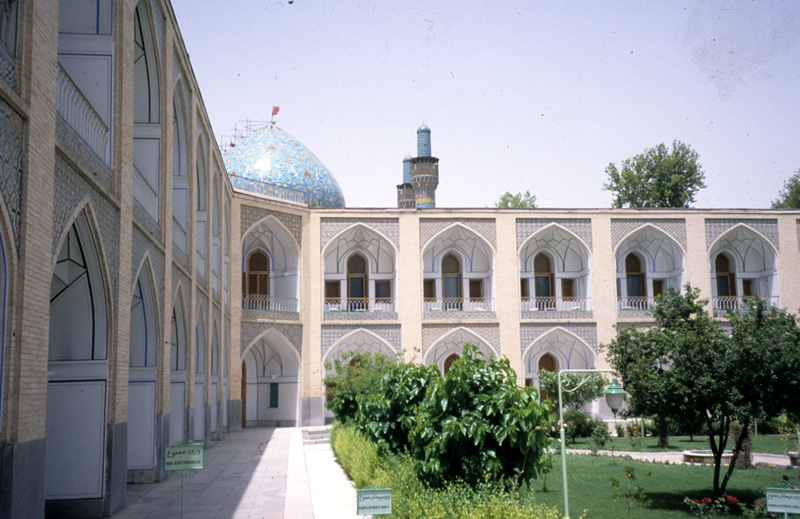
Innenhof der Karawanserei Schah Abbas, heute ein Hotel, in Isfahan, Iran

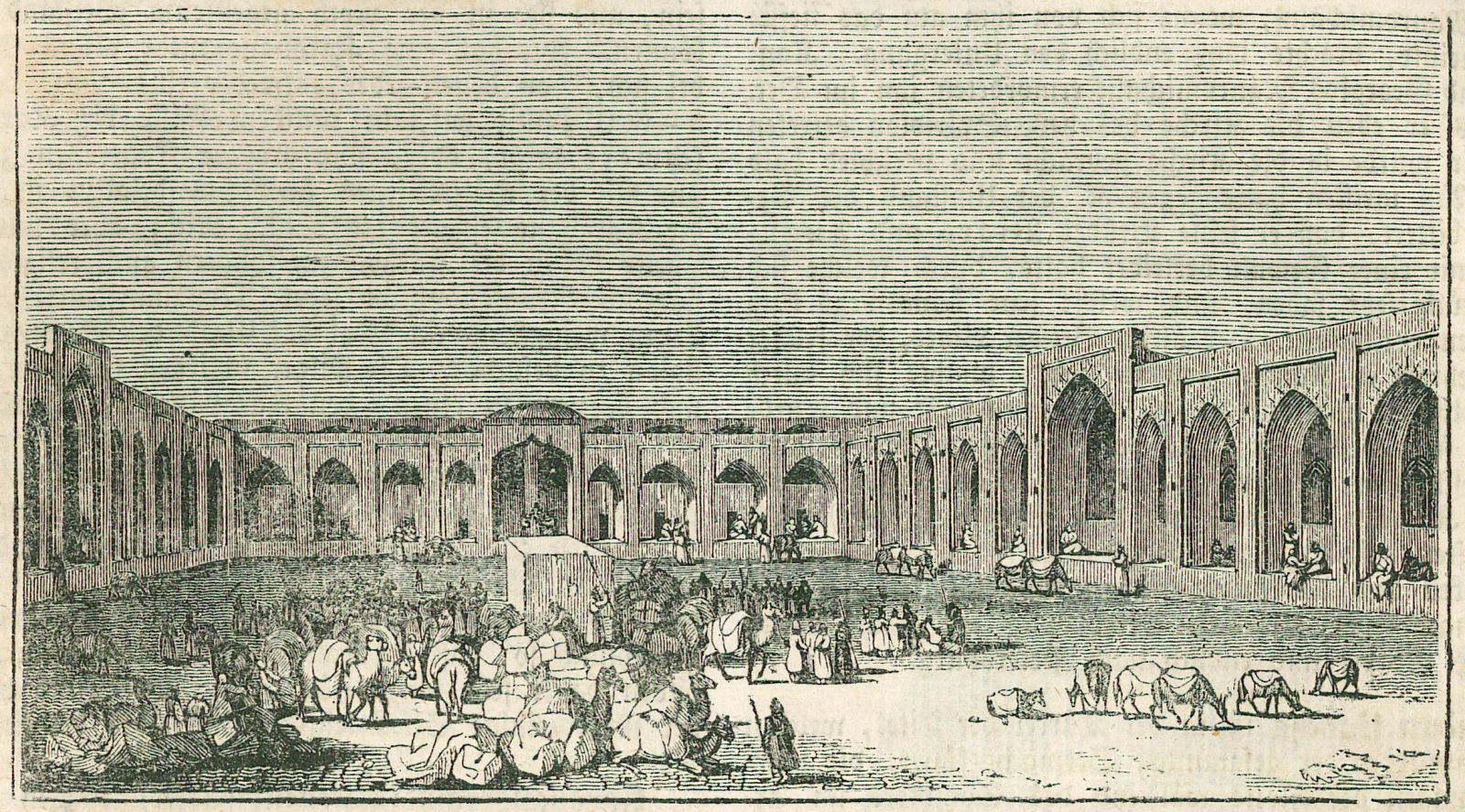
Zeichnung einer Karawanserei (Brockhaus Bilder-Conversations-Lexikon, 1838)

Eine Karawanserei (veraltete Schreibweise auch Karavanserei oder Karavanserai, aus persisch کاروانسرای kārwānsarāi, ‚Karawanenhof‘, türkisch kervansaray) war eine ummauerte Herberge an Karawanenstraßen. Reisende konnten dort mit ihren Tieren und Handelswaren sicher nächtigen und sich mit Lebensmitteln versorgen. Große Karawansereien dienten zugleich als Warenlager und Handelsplatz für Im- und Exportwaren.
Das Wort Karawanserei stammt aus der persischen Sprache und setzt sich zusammen aus کاروان kārwān für Karawane und سرای sarāy, „Haus, Wohnhaus, Palast“.

## Nabatäer und Römer
Das Prinzip der rechteckig ummauerten Innenhöfe, die durch angrenzende Raumfluchten begrenzt waren, findet sich bereits in nabatäischer Zeit und wurde spätestens nach der Annexion des Nabatäerreiches während der Regierungszeit des Kaisers Trajan (98–117) im Jahr 106 n. Chr. von den Römern übernommen. Eine solche Anlage befindet sich beispielsweise in unmittelbarer Nähe des Kleinkastells Khirbet el-Khalde an der Via Traiana Nova im Süden Jordaniens.

## Seldschuken
In Zentralasien entstanden die ersten Karawansereien im späten 10. Jahrhundert. Militärbefestigungen übernahmen dort zunehmend wirtschaftliche und religiöse Funktionen und entwickelten sich zu wehrhaften Herbergen.

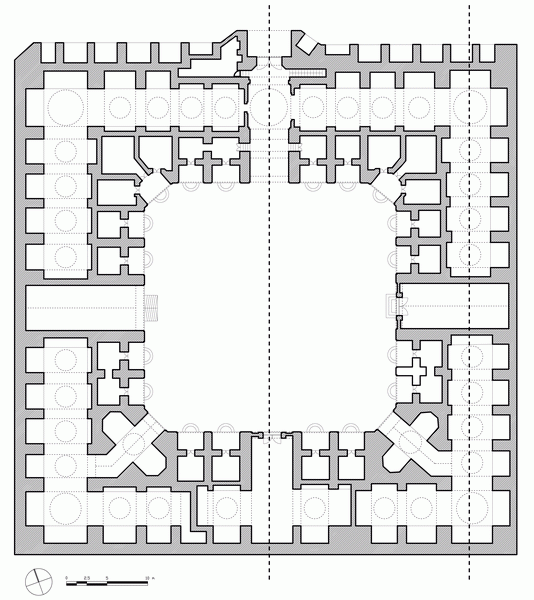
Beispiel des Grundrisses einer safawidischen Karawanserei

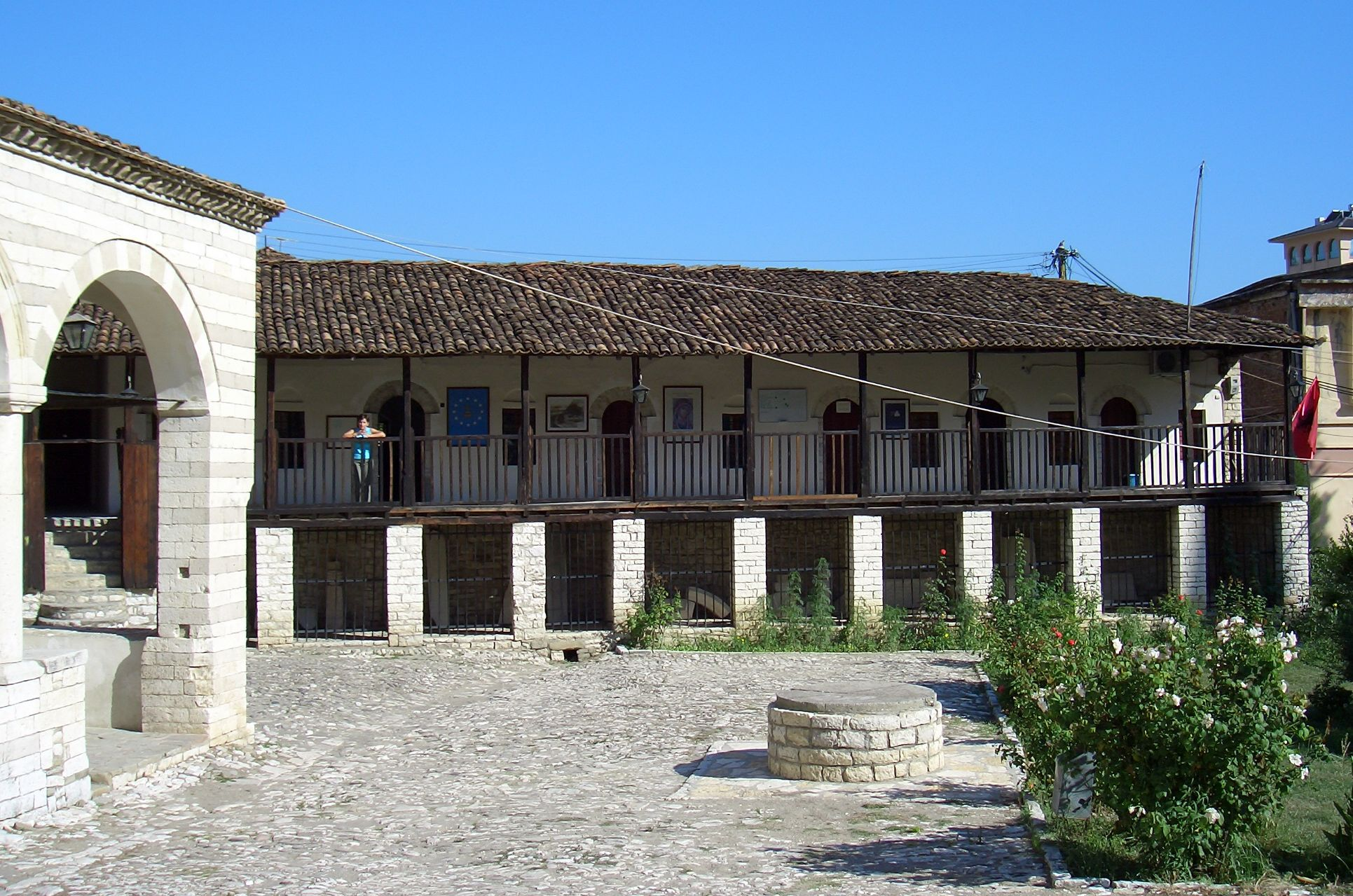
Han im Stadtzentrum von Berat, Albanien

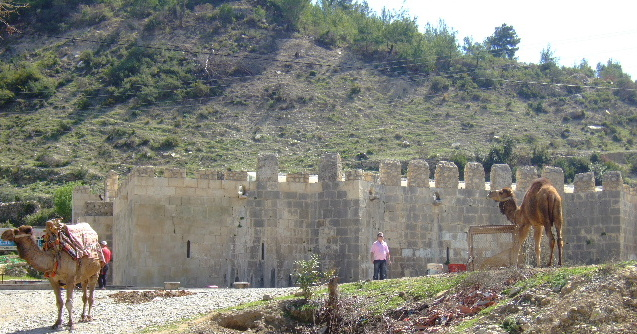
Alara Han im Süden der Türkei

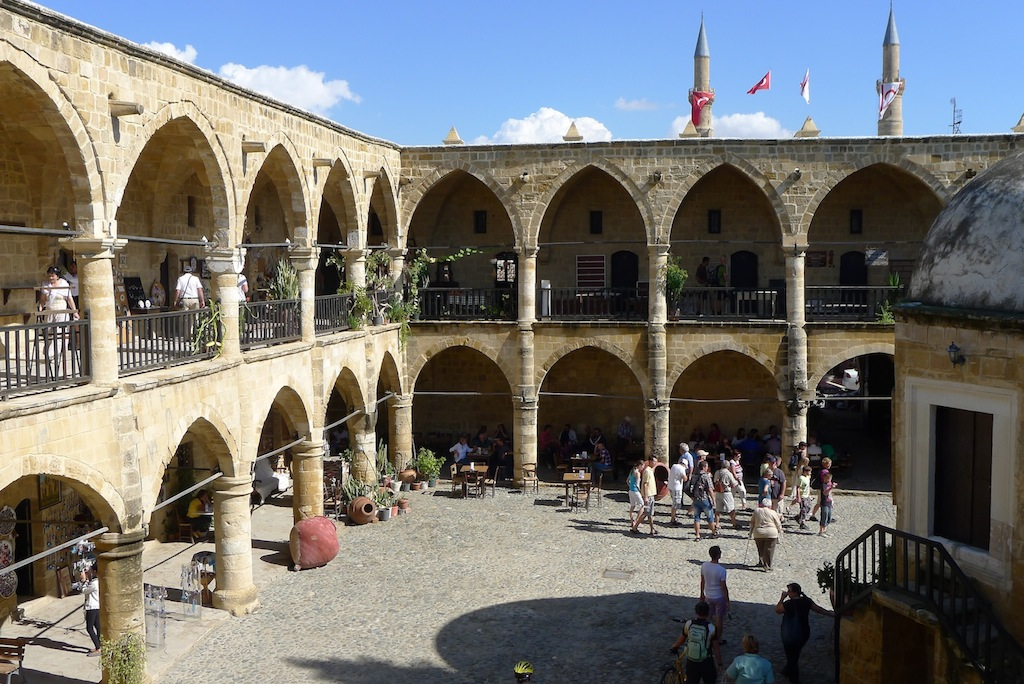
Großer Khan in Nikosia, Zypern

Die Sultane der Rum-Seldschuken bauten vor allem im 13. Jahrhundert in Anatolien ein Netz von Karawansereien auf. Deren Abstände von 30 bis 40 Kilometern entsprachen dem Tagespensum einer Karawane. Im Osmanischen Reich und im safawidischen Persien wurde das System der Karawansereien ausgebaut. Es gab sie vom Kaukasus im Norden bis zum Mittelmeer im Süden, vom Vrana-See (im heutigen Kroatien) im Westen bis nach Afghanistan im Osten. Erst im 20. Jahrhundert verloren sie ihre Funktion.
Karawansereien waren massive Wehranlagen mit steinernen Mauern und eisenbeschlagenen Toren. Der Grundriss entsprach meist einem Quadrat oder Rechteck, gelegentlich einem Achteck. Sie hatten einen großen Innenhof, um den arkadengesäumte Gebäude standen. Im Erdgeschoss waren Ställe für Tiere und Läden untergebracht. Im Obergeschoss befanden sich die Quartiere für die Reisenden.
Die ursprünglichen, seldschukischen Karawansereien verfügten über Werkstätten, boten ärztliche Versorgung, hatten Bäder, Küchen, Tee- und Kaffeestuben. Musikkapellen spielten zur Unterhaltung. Nahe dem Eingangstor befand sich ein Betraum. Manche Stationen verfügten über kleine Moscheen im Innenhof. Die Dienstleistungen an den Karawanenstraßen waren kostenfrei, nur in den Städten mussten Gebühren entrichtet werden. Die osmanischen und persischen Karawansereien waren weitaus sparsamer eingerichtet: Matratzen und Decken, Koch- und Essgeschirr mussten mitgebracht werden.

## Osmanisches Reich
Kleinere Gasthäuser im osmanischen Machtbereich wurden Han (arabisch خان, DMG Ḫān ‚Chan‘) genannt. Hane hatten zumeist keinen geschlossenen Innenhof, waren aber ebenso wie die Karawanserei zweigeschossig, sodass sich über den Ställen die Gastzimmer befanden. Hane wurden entweder von privaten Betreibern unterhalten oder gehörten zu einer islamischen Stiftung (Külliye oder Vakıf). Besonders in großen Städten wie Istanbul waren Hane als Warenlager, Verkaufsstelle und Unterkunft für nicht in der Stadt ansässige Händler sowie als Ort für Handwerk und Gewerbe wichtig.

## Jemen

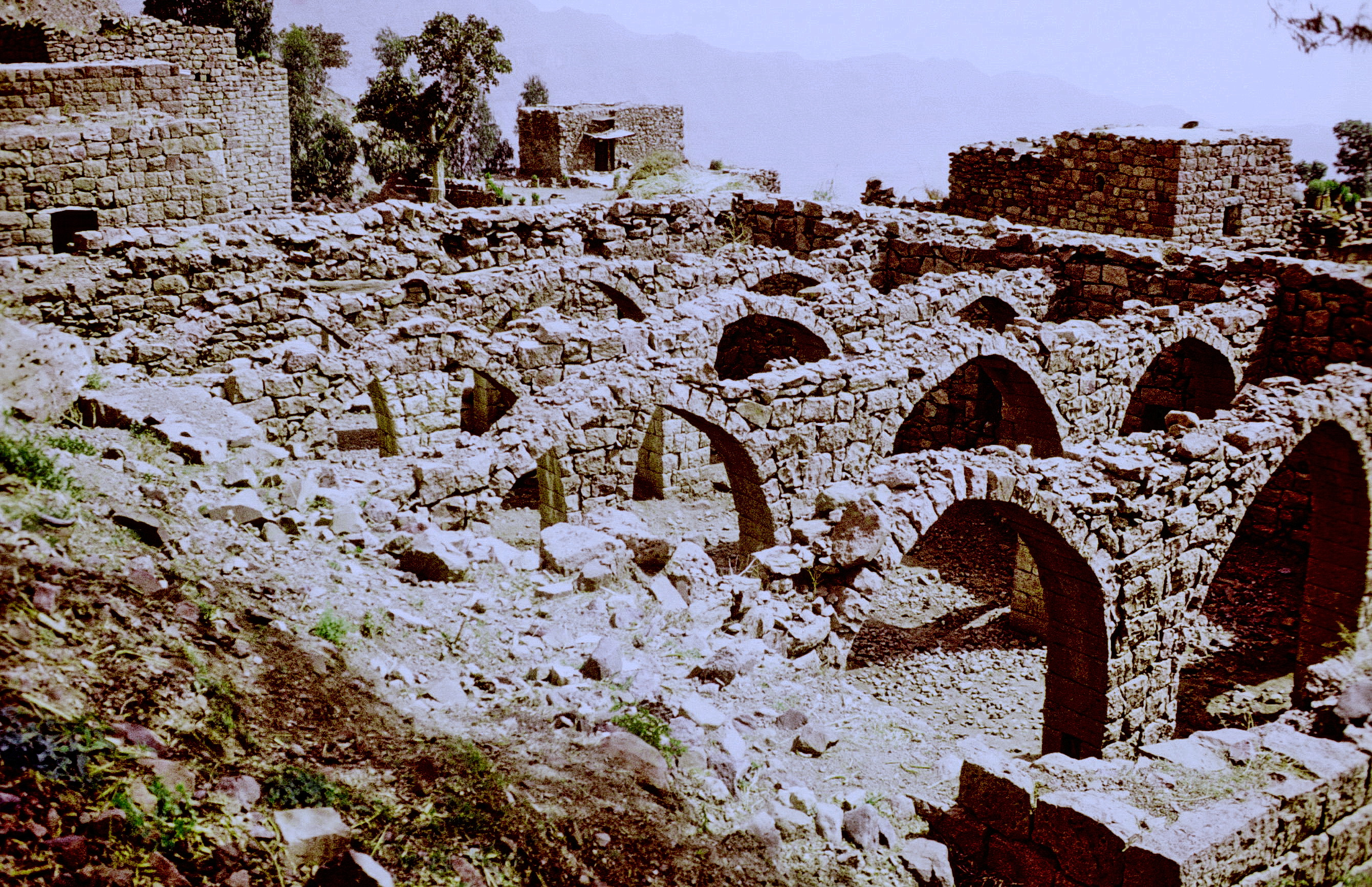
Das Bild zeigt die Ruine einer typischen jemenitischen Karawanserei (Samsara) an der N1 Nationalstraße bei al-Makhadir zwischen Ibb und Yarim unterhalb des 2845 m hohen Sumarapasses im Jemen.

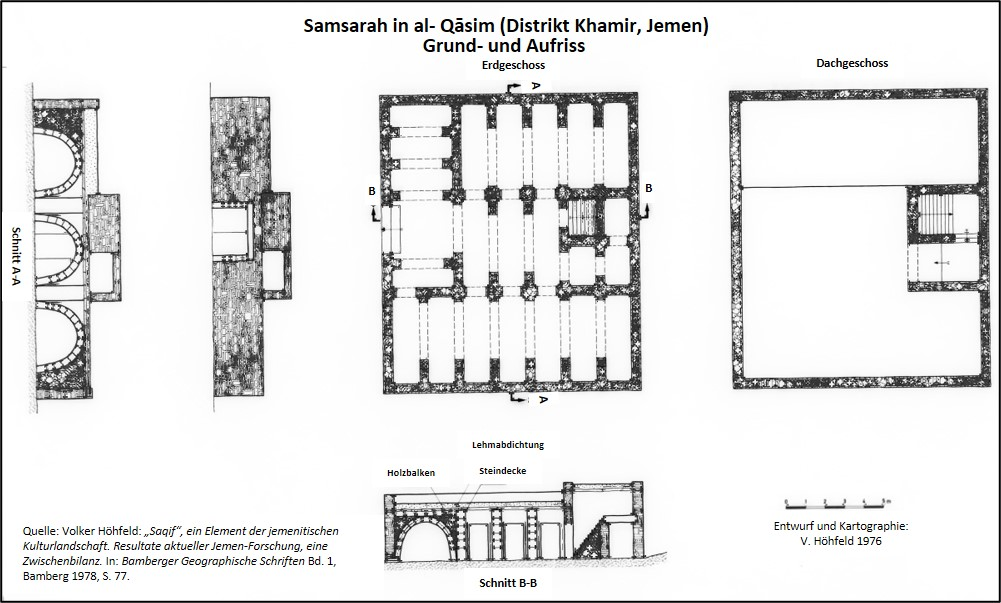
Die Abbildung zeigt Grund- und Aufriss der Samsarah (Karawanserei) in al-Qāsim, einem Dorf nördlich von Sanaa im Distrikt Khamir (Jemen).

Auf Arabisch heißen Karawansereien Funduq (فندق). Im Jemen sind dies heute einfache Herbergen zur Übernachtung. Größere traditionelle Übernachtungsquartiere an jemenitischen Fernrouten kennt man aus Reiseberichten recht gut. Sie bilden in den verschiedenen Landesteilen den jeweiligen Klimabedingungen und regionalen Gepflogenheiten des Jemen angepasste Sonderformen, die auch unterschiedliche Bezeichnungen führen. Im Hochland findet man sie meist unter der Bezeichnung „samsarah“, „Simserije“, „Simserä“ bzw. „Karawanseroj“, „Samsara“, „Samsèrah“. „Caravansary“ oder „Migaiet“ als große Gebäude aus Stein mit Ställen für Transporttiere ähnlich den osmanischen Hanen Anatoliens. Sie sind durch Tore verschließbar. Ihre Anlage beruht in der Regel – nach den wenigen schriftlichen Quellen, die wir haben – auf einer Stiftung durch vermögende Einzelpersonen. Samāsir (Pl. von Samsarah) können jedoch auch von Gesellschaften angelegt und unterhalten werden. In diesem Zusammenhang findet man im Jemen nicht selten Reste befestigter Wege, z. T. gepflastert und mit Treppen auf steileren Wegstücken, die neben neuen Straßen noch erhalten sind. Gute Beispiele bieten die in den 1970er Jahren ausgebauten Fernrouten am Sumārah-Pass zwischen Ibb und Yarim und weiter südlich am Sayāni-Pass; ebenso die Passstrecke zwischen dem Süq Bawʿān und al Hamis auf dem Weg von Sanaa nach al-Hudaida oder die gebirgigen Strecken zwischen Sanaa und Saʿda. Aber auch auf Nebenstrecken kann man ähnliches beobachten, so z. B. am Weg von Sanaa nach Schibām und weiter nach Kawkabān und an der Stadtzufahrt nach Dawrān.

## Maghreb
In den Ländern des Maghreb wurden einige der früheren mehrstöckigen Funduks, die früher auch Warenlager, Werkstätten und Handelsorte waren, als Museen eingerichtet oder zu Hotels umgebaut. Fondaco ist das abgeleitete Wort für mittelalterliche Handelsplätze in Venedig (Vergleiche Fondaco dei Tedeschi).

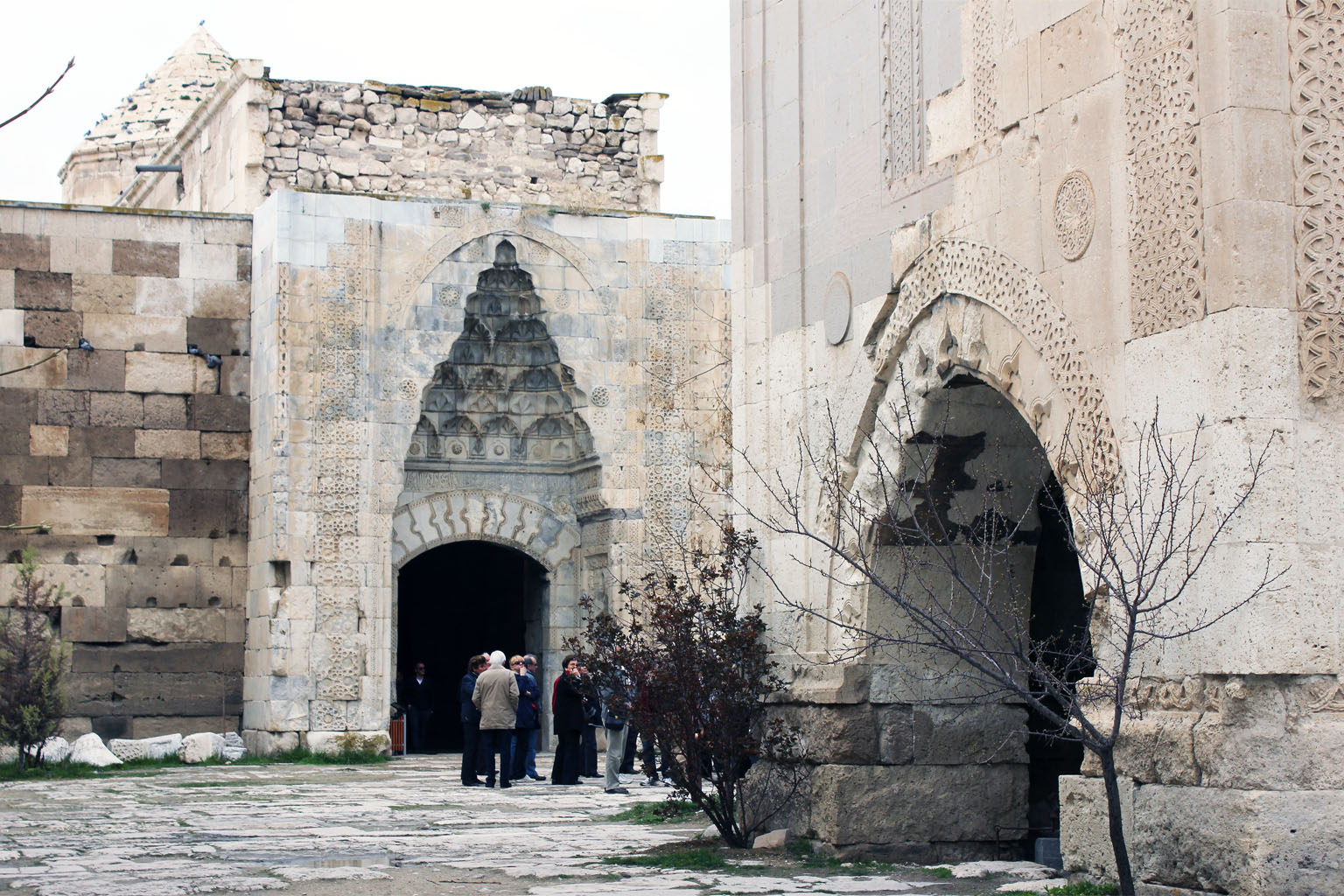
Sultanhanı, Türkei
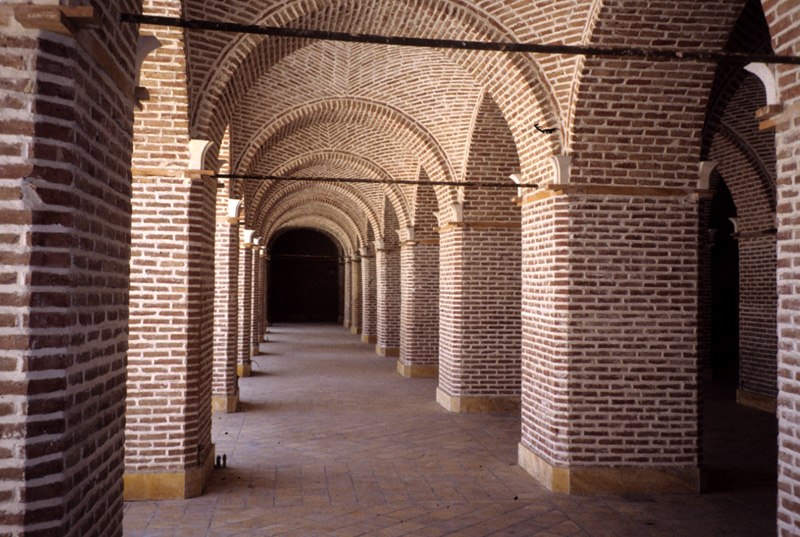
Inneres der Karawanserei Sa'd al-Saltaneh in Qazvin, Iran
Die alte Karawanserei von Milas, Türkei